# Lai Cách
Lai Cách là thị trấn huyện lỵ của huyện Cẩm Giàng, tỉnh Hải Dương, Việt Nam.

## Địa lý
Thị trấn Lai Cách nằm ở phía đông huyện Cẩm Giàng, có vị trí địa lý: 
- Phía đông giáp thành phố Hải Dương
- Phía tây giáp xã Tân Trường
- Phía nam giáp xã Cẩm Đoài và xã Cẩm Đông
- Phía bắc giáp xã Cao An và xã Định Sơn[4].

Thị trấn Lai Cách có diện tích 7,15 km², dân số năm 2008 là 11.200 người, mật độ dân số đạt 1566 người/km².

## Kinh tế - xã hội
Thị trấn Lai Cách là trung tâm chính trị, kinh tế, văn hoá, xã hội, là đô thị trung tâm của huyện Cẩm Giàng, là đô thị loại V, nằm ven quốc lộ 5 và đường 394. Xung quanh thị trấn có nhiều khu công nghiệp, trường nghề, là đô thị vệ tinh của thành phố Hải Dương, chính vì vậy, việc di dân cơ học tới thị trấn để làm ăn sinh sống ngày một tăng nhanh. Mỗi năm, trung bình thị trấn tăng thêm khoảng 1.000 người.

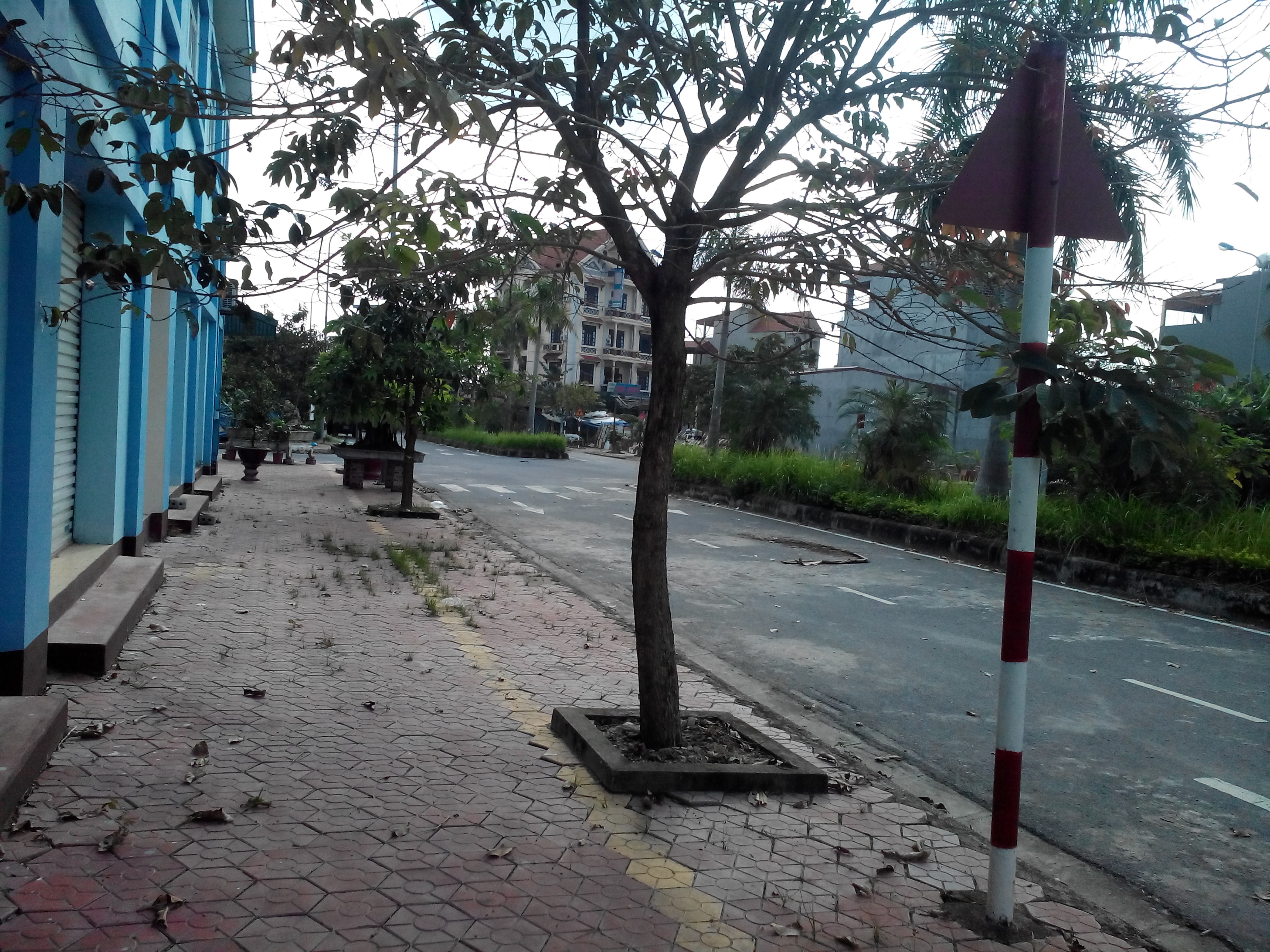
một khu dân cư tại thị trấn Lai Cách huyện Cẩm Giàng, tỉnh Hải Dương

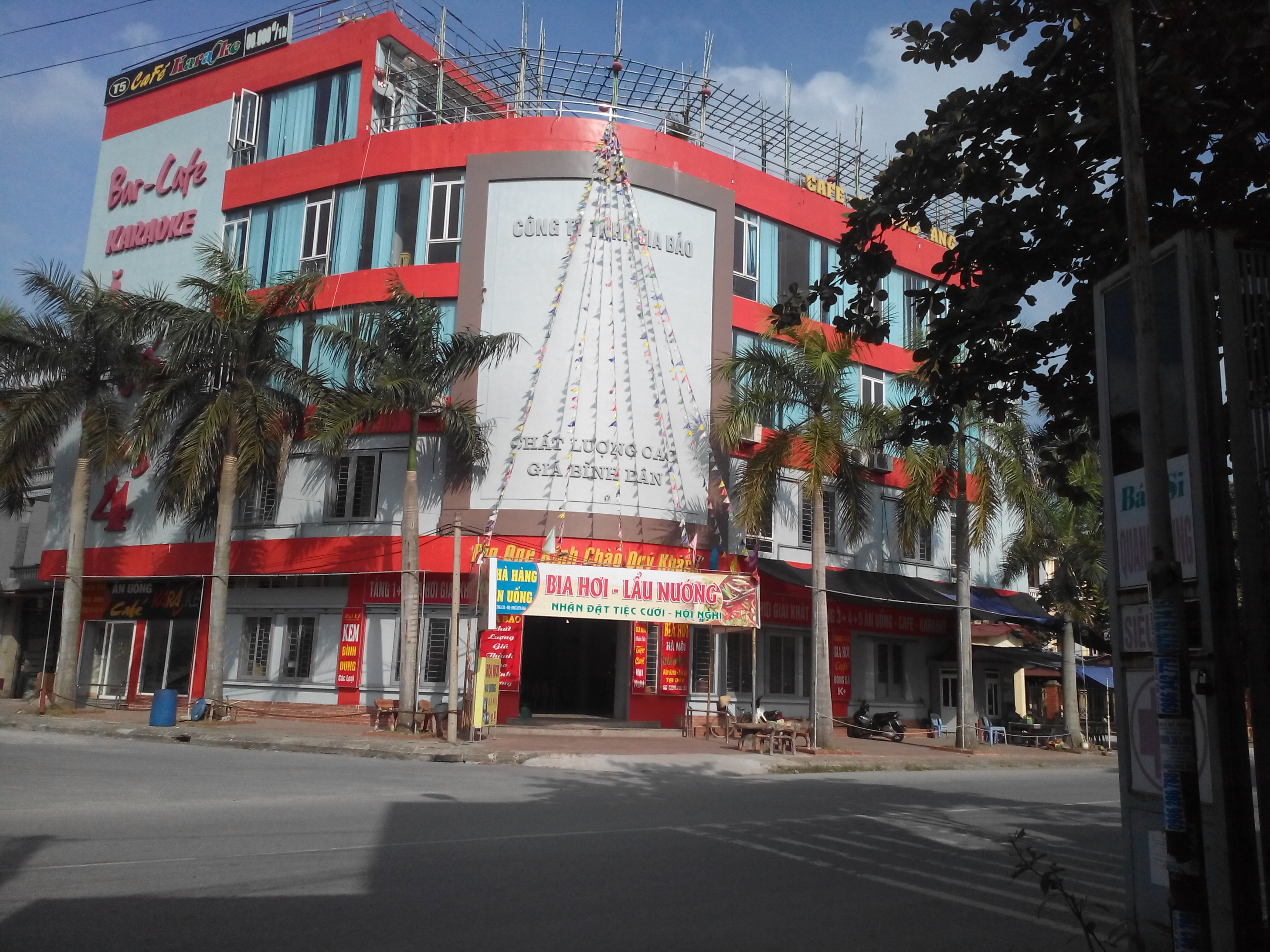
một siêu thị tại thị trấn Lai Cách huyện Cẩm Giàng, tỉnh Hải Dương

Những năm gần đây, dịch vụ, thương mại, du lịch và đặc biệt là công nghiệp phát triển, đã tạo tiền đề cho thị trấn Lai Cách phát triển nhà ở và đô thị. Hệ thống giao thông được quy hoạch, xây dựng rộng, thông thoáng.

## Hình ảnh

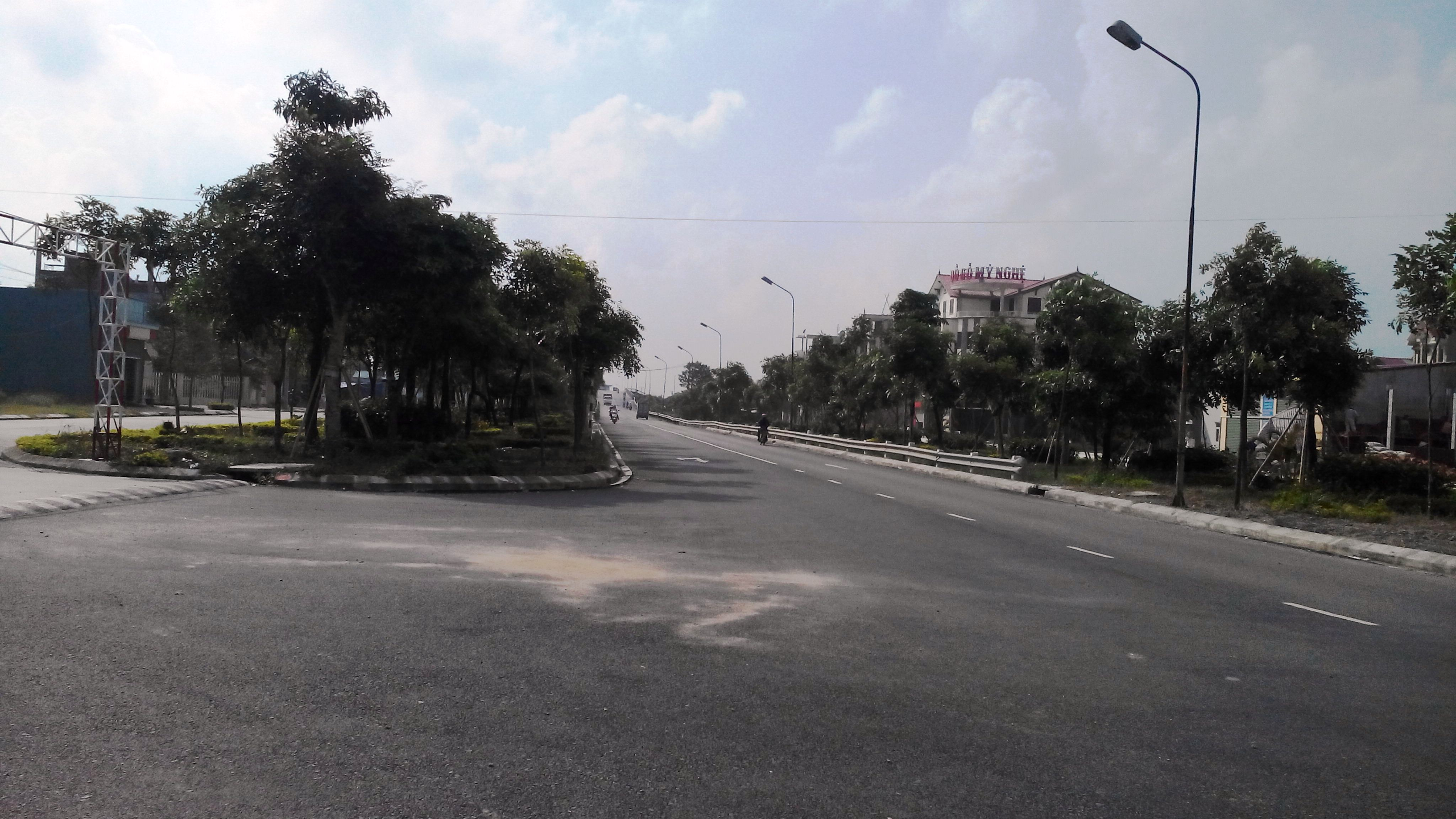
Khu dân cư mới phía đông thị trấn Lai Cách
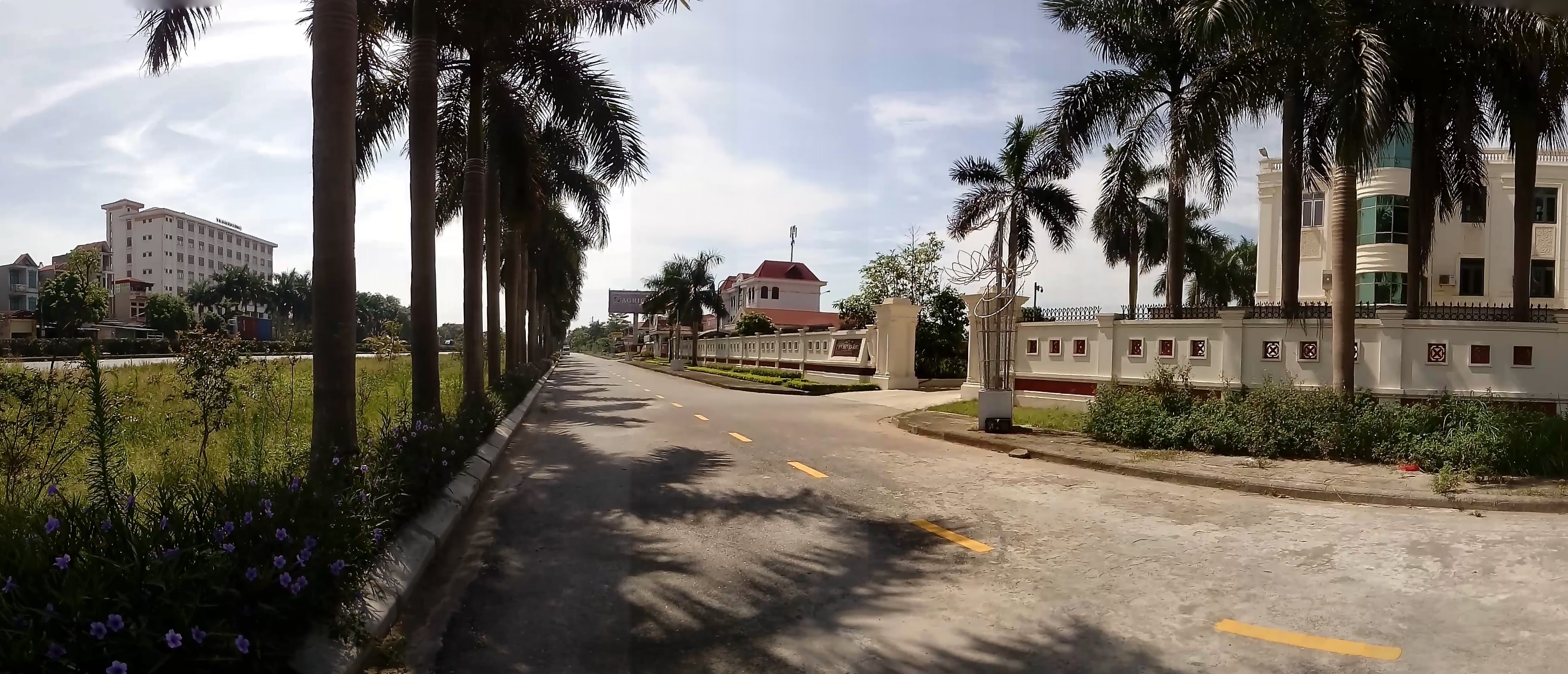
Thị trấn Lai Cách nhìn từ phía Ngân hàng Agribank chi nhánh Cẩm Giàng
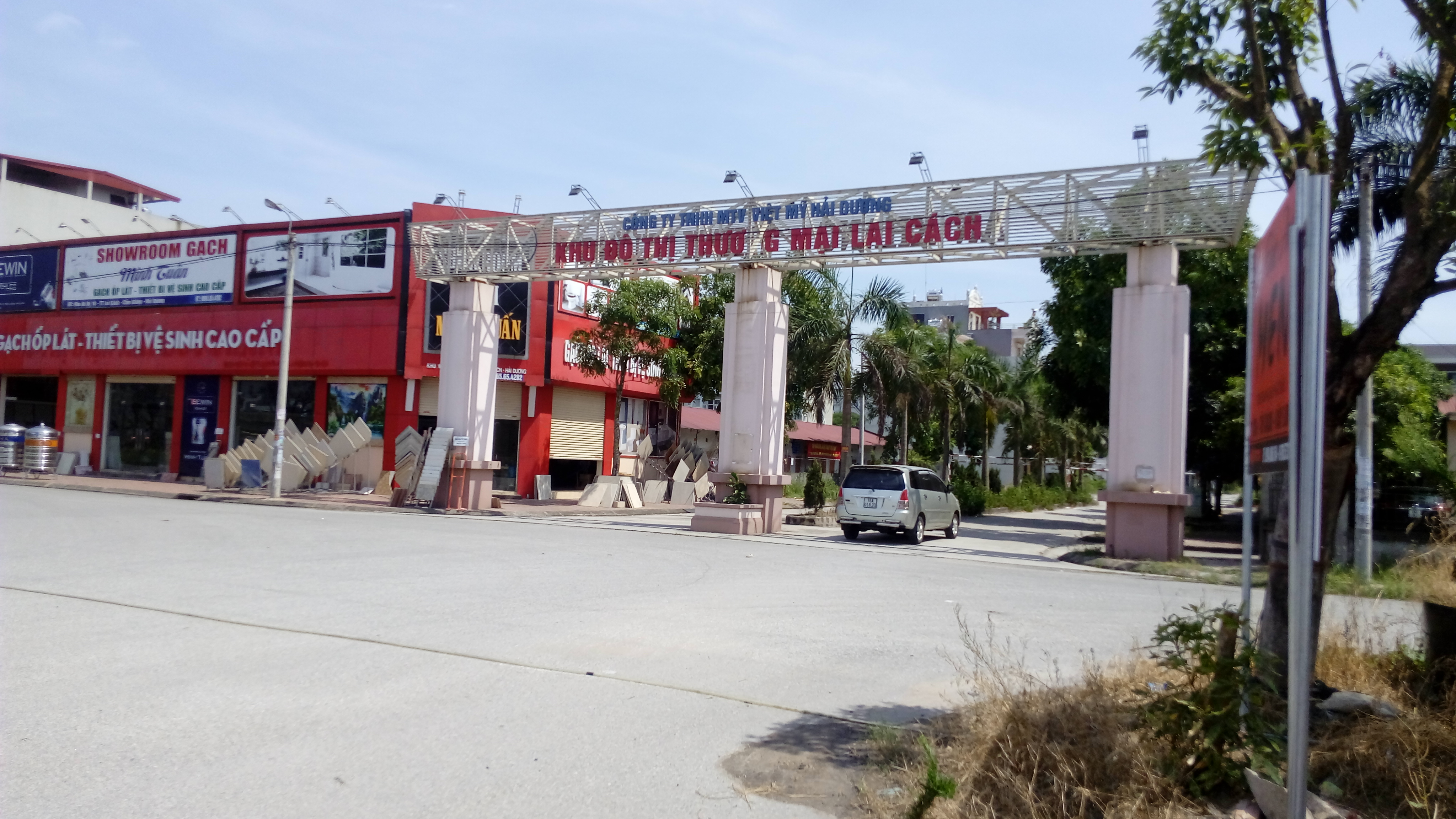
Khu đô thị Việt Mỹ thị trấn Lai Cách